# 37e Grammy Awards
De 37e uitreiking van de jaarlijkse Grammy Awards vond plaats op 1 maart 1995 in het Shrine Auditorium in Los Angeles. De uitreiking werd gepresenteerd door acteur Paul Reiser en uitgezonden door CBS.
Bruce Springsteen werd de grote winnaar van de avond met vier onderscheidingen voor zijn hit Streets of Philadelphia. Hij won de categorieën voor Song of the Year, beste rockzanger, beste rocksong en beste nummer uit een film. Voor Bruce was deze Grammy-oogst een zoete wraak voor de jaren waarin hij weliswaar goede platen maakte, maar over het hoofd werd gezien door de jury's (hij won zijn eerste Grammy pas in 1985 voor Dancing in the Dark, 12 jaar na zijn debuut).
Sheryl Crow won met haar hit All I Wanna Do drie Grammy's, voor Record of the Year, Best New Artist en beste popzangeres.
Een aantal andere artiesten kreeg twee Grammy Awards: Tony Bennett, Lyle Lovett, Babyface, Boyz II Men, Soundgarden, dirigent Pierre Boulez en componist/producer Hans Zimmer. De meest opvallende van dit rijtje was de 68-jarige Bennett, die met zijn MTV Unplugged album de prestigieuze Album of the Year Grammy won (de andere Grammy kreeg hij in de categorie voor traditionele pop). Voor de Grammy's was Bennett duidelijk een laatbloeier: zijn eerste twee won hij in 1963, waarna de derde pas in 1993 volgde. Daarna won hij tot en met 2012 nog eens dertien Grammy's.
Een andere opvallende winnaar was countryzangeres Mary Chapin Carpenter, die voor het vijfde opeenvolgende jaar in de prijzen viel (dit jaar zelfs twee keer). Opmerkelijk genoeg was het ook meteen de láátste keer dat ze een Grammy won.
Minstens zo opmerkelijk was het grote aantal gevestigde artiesten dat voor het eerst - of voor het eerst in vele jaren weer - een Grammy won. The Rolling Stones hadden nog nooit een Grammy gekregen, maar wonnen er nu twee: voor beste rockalbum en beste videoclip. Ook Pink Floyd kreeg voor het eerst een prijs, voor Marooned in de categorie voor beste instrumentale rocknummer. Zangeres Etta James won op haar 57e eveneens haar eerste Grammy, in de categorie voor beste jazzzangeres.
Johnny Cash won zijn eerste muzikale Grammy sinds 1971 (in 1987 had hij een Grammy gewonnen met een gesproken woord-album), terwijl Bob Dylan zijn eerste solo-Grammy kreeg sinds 1980. Het was pas zijn tweede in zijn carrière. Elton John, ten slotte, won een Grammy met Can You Feel the Love Tonight, zijn eerste prijs als zanger. Eerder had hij alleen als componist de prijs gewonnen.
Al met al veel oudgedienden dus die een Grammy kregen, met Tony Bennett als winnaar van Album of the Year voorop. Tel daarbij de nominaties in die categorie voor de "3 Tenoren" (Placido Domingo, Luciano Pavarotti en Jose Carreras), Eric Clapton en Bonnie Raitt, en er barstte veel kritiek los op het nominatieproces over wijze waarop de nominaties tot stand waren gekomen. De jongste artiest die voor Album of the Year genomineerd was, was Seal, op dat moment 32 jaar. Bovendien was het album van de 3 tenoren weliswaar erg succesvol geweest, maar had het geen goede kritieken gekregen. Het was zelfs niet eens genomineerd in de klassieke categorieën, waardoor veel mensen zich afvroegen hoe dit album het wél tot Album of the Year-genomineerde had kunnen schoppen.
Critici binnen en buiten de muziekindustrie vonden dat de Grammy Awards hun relevantie dreigden te verliezen als er in de belangrijkste categorie zoveel oude artiesten werden opgenomen die weinig te maken hadden met de actuele en populaire muziekstijlen van dat moment zoals rap, hiphop en (alternatieve) rock. Artiesten uit die hoek leken maar niet in aanmerking te kunnen komen voor een dergelijke nominatie.
Aanvankelijk wuifde de Recording Academy de kritiek weg, maar uiteindelijk werd er een nieuwe regel ingesteld die door critici de 3 Tenors rule wordt genoemd, naar het album dat de meeste kritiek had veroorzaakt. Voortaan zou een kleiner, professioneler comité de nominaties voor de vier belangrijkste categorieën (Song of the Year, Record of the Year, Album of the Year en Best New Artist) bepalen. Het jaar daarop, in 1996, leek deze aanpak meteen resultaat te hebben: geen tenoren of Tony Bennett bij de nominaties voor album van het jaar, maar jonge namen als Pearl Jam, Joan Osborne en Alanis Morissette.

## Winnaars

### Algemeen
- Album of the Year
  - "MTV Unplugged" - Tony Bennett (artiest); David Kahne (producer)
- Record of the Year
  - "All I Wanna Do" - Sheryl Crow (artiest); Bill Botrell (producer)
- Song of the Year
  - Bruce Springsteen (componist) voor Streets of Philadelphia (uitvoerende: Bruce Springsteen)
- Best New Artist
  - Sheryl Crow

### Pop
- Best Pop Vocal Performance (zangeres)
  - "All I Wanna Do" - Sheryl Crow
- Best Pop Vocal Performance (zanger)
  - "Can You Feel The Love Tonight" - Elton John
- Best Pop Vocal Performance (duo/groep)
  - "I swear" - All-4-One
- Best Pop Vocal Collaboration (eenmalige samenwerking)
  - "Funny How Time Slips Away" - Al Green & Lyle Lovett
- Best Pop Instrumental Performance
  - "Crusin'" - Booker T. & the M.G.'s
- Best Pop Album
  - "Longing in Their Hearts" - Bonnie Raitt

### Country
- Best Country Vocal Performance (zangeres)
  - "Shut Up and Kiss Me" - Mary Chapin Carpenter
- Best Country Vocal Performance (zanger)
  - "When Love Finds You" - Vince Gill
- Best Country Vocal Performance (duo/groep)
  - "Blues for Dixie" - Asleep At The Wheel & Lyle Lovett
- Best Country Vocal Collaboration (eenmalige samenwerking)
  - "I Fall To Pieces" - Aaron Neville & Trisha Yearwood
- Best Country Instrumental Performance
  - "Young Thing" - Chet Atkins
- Best Country Song
  - Gary Baker & Frank J. Myers (componisten) voor I Swear, uitvoerende: Michael J. Montgomery
- Best Country Album
  - "Stones in the Road" - Mary Chapin Carpenter
- Best Bluegrass Album
  - "The Great Dobro Sessions" - Jerry Douglas & Tut Taylor (producers), uitvoerenden: diverse artiesten

### R&B
- Best R&B Vocal Performance (zangeres)
  - "Breathe Again" - Toni Braxton
- Best R&B Vocal Performance (zanger)
  - "When Can I See You" - Babyface
- Best R&B Vocal Performance (duo/groep)
  - "I'll Make Love To You" - Boyz II Men
- Best R&B Song
  - Babyface (componist) voor I'll Make Love To You, uitvoerenden: Boyz II Men
- Best R&B Album
  - "II" - Boyz II Men

### Rap
- Best Rap Performance (solist)
  - "U.N.I.T.Y." - Queen Latifah
- Best Rap Performance (duo/groep)
  - "None of Your Business" - Salt 'n Pepa

### Rock
- Best Rock Vocal Performance (zangeres)
  - "Come To My Window" - Melissa Etheridge
- Best Rock Vocal Performance (zanger)
  - "Streets of Philadelphia" - Bruce Springsteen
- Best Rock Vocal Performance (duo/groep)
  - "Crazy" - Aerosmith
- Best Rock Instrumental Performance
  - "Marooned" - Pink Floyd
- Best Hard Rock Performance
  - "Black Hole Sun" - Soundgarden
- Best Metal Performance
  - "Spoonman" - Soundgarden
- Best Rock Song
  - Bruce Springsteen (componist) voor Streets of Philadelphia, uitvoerende: Bruce Springsteen
- Best Rock Album
  - "Voodoo Lounge" - Rolling Stones

### Traditional Pop
- Best Traditional Pop Vocal Performance
  - "MTV Unplugged" - Tony Bennett

### Alternative
- Best Alternative Music Performance
  - "Dookie" - Green Day

### Blues
- Best Traditional Blues Album
  - "From The Cradle" - Eric Clapton
- Best Contemporary Blues Album
  - "Father Father" - Pops Staples

### Folk
- Best Traditional Folk Album
  - "World Gone Wrong" - Bob Dylan
- Best Contemporary Folk Album
  - "American Recordings" - Johnny Cash

### Polka
- Best Polka Album
  - "Music and Friends" - Walter Ostanek Band

### Latin
- Beste latin pop-optreden
  - "Segundo Romance" - Luis Miguel
- Best Tropical Latin Performance
  - "Master Sessions Volume 1" - Israel "Cachao" López
- Best Mexican-American Performance
  - "Recuerdo a Javier Solis" - Vikki Carr

### Reggae
- Best Reggae Album
  - "Crucial! Roots Classics" - Bunny Wailer

### Gospel
- Best Pop/Contemporary Gospel Album
  - "Mercy" - Andrae Crouch
- Best Rock Gospel Album
  - "Wake-up Call" - Petra
- Best Traditional Soul Gospel Album
  - "Songs of the Church - Live in Memphis" - Albertina Walker
- Best Contemporary Soul Gospel Album
  - "Join The Band" - Take 6
- Best Southern Gospel, Country Gospel or Bluegrass Gospel Album
  - "I Know Who Holds Tomorrow" - Alison Krauss & The Cox Family
- Best Gospel Album by a Choir or Chorus (koor)
  - "Through God's Eyes" - Milton Brunson (koordirigent), uitvoerenden: The Thompson Community Singers
  - "Live in Atlanta at Morehouse College" - Hezekiah Walker (koordirigent), uitvoerenden: The Love Fellowship Crusade Choir

### Jazz
- Best Jazz Instrumental Solo
  - "Prelude to a Kiss" - Benny Carter
- Best Jazz Instrumental Performance (solist of groep)
  - "A Tribute to Miles" - Herbie Hancock, Ron Carter, Wallace Roney, Wayne Shorter & Tony Williams
- Best Large Jazz Ensemble Performance (big band)
  - "Journey" - McCoy Tyner
- Best Jazz Vocal Performance (zanger[es])
  - "Mystery Lady - The Songs of Billie Holiday" - Etta James
- Best Contemporary Jazz Performance
  - "Out of the Loop" - The Brecker Brothers
- Best Latin Jazz Performance
  - "Danzón (Dance On)" - Arturo Sandoval

### New Age
- Best New Age Album
  - "Prayer For The Wild Things" - Paul Winter

### Wereldmuziek
- Best World Music Album
  - "Talking Timbuktu" - Ry Cooder & Ali Farka Touré

### Klassieke muziek
Vetgedrukte namen ontvingen een Grammy. Overige uitvoerenden, zoals orkesten, solisten e.d., die niet in aanmerking kwamen voor een Grammy, staan in kleine letters vermeld.
- Best Orchestral Performance
  - "Bartók: Concerto for Orchestra; Four Orchestral Pieces, Op. 12" - Pierre Boulez (dirigent)
  - Chicago Symphony Orchestra, orkest
- Best Classical Vocal Performance (zanger[es])
  - "The Impatient Lover - Songs by Beethoven, Schubert, Mozart" - Cecilia Bartoli
- Best Opera Recording
  - "Floyd: Susannah" - Cheryl Studer, Jerry Hadley, Kenn Chester & Samuel Ramey (solisten); Kent Nagano (dirigent); Martin Sauer (producer)
  - l'Orchestre de l'Opéra nationale de Lyon & Chorus (orkest en koor)
- Best Choral Performance (koor)
  - "Berlioz: Messe Solennelle" - John Eliot Gardiner (koordirigent)
  - Monteverdi Choir (koor); l'Orchestre Révolutionnaire et Romantique (orkest)
- Best Instrumental Soloist Performance (Beste instrumentale solist met orkestbegeleiding)
  - "The New York Album - Works of Albert, Bartók & Bloch" - Yo-Yo Ma (solist)
  - Baltimore Symphony Orchestra o.l.v. David Zinman
- Best Instrumental Soloist Performance (Beste instrumentale solist zonder orkestbegeleiding)
  - "Haydn: Piano Sonatas, Nos. 32, 47, 53, 59" - Emmanuel Ax
- Best Chamber Music Performance (kamermuziek)
  - "Beethoven/Mozart: Quintets (Chicago-Berlin)" - Dale Clevenger, Daniel Barenboim, Daniele Damiano, Hansjorg Schellenberger & Larry Comb (solisten)
  - Berliner Philharmoniker, orkest
- Best Contemporary Classical Composition (Beste moderne klassieke compositie)
  - Stephen Albert (componist) voor Albert: Cello Concerto, uitvoerenden: Yo-Yo Ma (solist) en David Zinman (dirigent)
- Best Classical Album
  - "Bartók: Concerto for Orchestra; Four Orchestral Pieces, Op. 12" - Pierre Boulez (dirigent); Karl-August Naegler (producer)
  - Chicago Symphony Orchestra, orkest

### Composing & Arranging (Compositie & Arrangementen)
- Best Instrumental Composition
  - Michael Brecker (componist) voor African Skies
- Best Song Written Specifically for a Motion Picture or for Television (Beste song uit tv- of film-soundtrack)
  - Bruce Springsteen (componist) voor Streets of Philadelphia
- Best Instrumental Composition Written for a Motion Picture or for Television (Beste instrumentale compositie uit tv- of filmsoundtrack)
  - John Williams (componist) voor Schindler's List
- Best Instrumental Arrangement
  - Dave Grusin (arrangeur) voor Three Cowboy Songs
- Best Instrumental Arrangement with Accompanying Vocals (Beste instrumentale arrangement voor uitvoering met zang)
  - Hans Zimmer & Lebo Morake (arrangeurs) voor Circle of Life, uitvoerende: Carmen Twillie

### Kinderrepertoire
- Best Musical Album for Children
  - "The Lion King (Soundtrack)" - Mark Mancina, Jay Rifkin, Chris Thomas & Hans Zimmer (producers)
- Best Spoken Word Album for Children
  - "The Lion King Read-Along" - Robert Guillaume (verteller); Randy Thornton & Ted Kryczko (producers)

### Musical
- Best Musical Show Album
  - "Passion" - Stephen Sondheim (componist); Phil Ramone (producer)

### Hoezen
- Best Recording Package
  - Buddy Jackson (ontwerper) voor Tribute to the Music of Bob Wills & the Texas Playboys, uitvoerenden: Asleep At The Wheel
- Best Recording Package - Boxed (Beste ontwerp voor een box set)
  - Chris Thompson (ontwerper) voor The Complete Ella Fitzgerald Songbooks, uitvoerende: Ella Fitzgerald
- Best Album Notes (beste hoestekst)
  - Dan Morgenstern & Loren Schoenberg (schrijvers) voor Portrait of The Artist as a Young Man 1923-1934, uitvoerende: Louis Armstrong

### Production & Engineering (Productie & Techniek)
- Best Engineered Album, Non-Classical (Beste techniek op een niet-klassiek album)
  - Ed Cherney (technicus) voor Longing in Their Hearts, uitvoerende: Bonnie Raitt
- Best Engineered Classical Recording (Beste techniek op een klassiek album)
  - William Hoekstra (technicus) voor Copland: Music for Films (The Red Pony, Our Town, etc.)
- Producer of the Year
  - Don Was
- Classical Producer of the Year
  - Andrew Cornall

### Gesproken Woord
Zie Kinderrepertoire voor Best Spoken Word Album for Children
- Best Spoken Word Comedy Album
  - "Live From Hell" - Sam Kinison
- Best Spoken Word or Non-Musical Album
  - "Get in The Van - On The Road with Black Flag" - Henry Rollins

### Historisch
- Best Historical Album
  - "The Complete Ella Fitzgerald Songbooks on Verve" - Michael Lang (producer/samensteller)

### Video
- Best Music Video Short Form (videoclip)
  - "Love Is Strong" - Rolling Stones (artiesten); Cean Chaffin (producer); David Fincher (regisseur)
- Best Music Video Long Form (lange video, b.v. documentaire of concertverslag)
  - "Zoo TV: Live from Sydney" - U2 (artiesten); Ned O'Hanlon & Rocky Oldham (producers); David Mallet (regisseur)